# Rodaba
Rodaba és un gènere d'arnes de la família Crambidae.

## Taxonomia
- Rodaba angulipennis Moore, 1888
- Rodaba violalis Caradja in Caradja & Meyrick, 1937